# The Best of David Bowie 1980/1987
The Best of David Bowie 1980/1987 is een compilatiealbum van de Britse muzikant David Bowie, uitgebracht in 2007. Het is het vervolg op de albums The Best of David Bowie 1969/1974 en The Best of David Bowie 1974/1979 en bevat diverse singles die Bowie uitbracht tussen 1980 en 1987. Het album verscheen eerder al als derde cd van het album The Platinum Collection. De dvd bevat twee video's die nooit eerder op dvd werden uitgebracht, namelijk "When the Wind Blows" en "The Drowned Girl".

## Tracklist
- Alle nummers geschreven door Bowie, tenzij anders genoteerd.

Cd
- Van de nummers "Let's Dance", "Ashes to Ashes", "Fashion", "Modern Love", "China Girl", "Scary Monsters (and Super Creeps)", "Cat People (Putting Out Fire)", "Absolute Beginners", "Day-In Day-Out" en "Underground" werd de singleversie gebruikt in plaats van de albumversie.

1. "Let's Dance" (van Let's Dance, 1983) – 4:07
2. "Ashes to Ashes" (van Scary Monsters (and Super Creeps), 1980) – 3:36
3. "Under Pressure" (met Queen) (van Queen-album Hot Space, 1981) (Bowie/Freddie Mercury/Brian May/Roger Taylor/John Deacon) – 4:05
4. "Fashion" (van Scary Monsters (and Super Creeps)) – 3:26
5. "Modern Love" (van Let's Dance) – 3:58
6. "China Girl" (van Let's Dance) (Bowie/Iggy Pop) – 4:17
7. "Scary Monsters (and Super Creeps)" (van Scary Monsters (and Super Creeps)) – 3:32
8. "Up the Hill Backwards" (van Scary Monsters (and Super Creeps)) – 3:15
9. "Alabama Song" (non-album single, 1980) (Bertolt Brecht/Kurt Weill) – 3:52
10. "The Drowned Girl" (van Baal, 1982) (Brecht/Weill) – 2:26
11. "Cat People (Putting Out Fire)" (non-album single, 1982, later opnieuw opgenomen voor Let's Dance) (Bowie/Giorgio Moroder) – 4:12
12. "This Is Not America" (met Pat Metheny Group) (van PMG-album The Falcon and the Snowman, 1985) (Bowie/Pat Metheny/Lyle Mays) – 3:51
13. "Loving the Alien" (van Tonight, 1984) – 7:08
14. "Absolute Beginners" (van Absolute Beginners soundtrack, 1986) – 5:37
15. "When the Wind Blows" (van When the Wind Blows soundtrack, 1986) (Bowie/Erdal Kizilcay) – 3:34
16. "Blue Jean" (van Tonight) – 3:11
17. "Day-In Day-Out" (van Never Let Me Down, 1987) – 4:11
18. "Time Will Crawl" (van Never Let Me Down) – 4:18
19. "Underground" (van Labyrinth soundtrack, 1986) – 4:26

Dvd
- Van de nummers "China Girl" en "Loving the Alien" werd een gecensureerde versie van de video gebruikt.

1. "Ashes to Ashes"
2. "Fashion"
3. "Under Pressure"
4. "The Drowned Girl"
5. "Let's Dance"
6. "China Girl"
7. "Modern Love"
8. "Cat People (Putting Out Fire)"
9. "Blue Jean"
10. "Loving the Alien"
11. "Absolute Beginners"
12. "Underground"
13. "When the Wind Blows"
14. "Day-In Day-Out"
15. "Time Will Crawl"